# برنتوود (نیوهمپشایر)
برنتوود، نیوهمپشایر (به انگلیسی: Brentwood, New Hampshire) یک شهرک در ایالات متحده آمریکا است که در شهرستان راکینگهام، نیوهمپشایر واقع شده‌است.

## خصوصیات
برنتوود ۴۴٫۰ کیلومترمربع مساحت و ۴٬۴۸۶ نفر جمعیت دارد و ۳۵ متر بالاتر از سطح دریا واقع شده‌است.